# Cyril Lello
Cyril Lello (1921-1997) là một cầu thủ bóng đá người Anh từng thi đấu cho Shrewsbury Town, Everton, Rochdale và Runcorn.
Sinh ra ở Ludlow, Shropshire, ông thi đấu ở cấp độ nghiệp dư cho Ludlow Town và Hereford United trước khi chuyển sang chuyên nghiệp, ông gia nhập Shrewsbury Town năm 1939. Ông thi đấu cho nhiều câu lạc bộ với vai trò khách mời trong thời gian Thế chiến thứ II, sau đó kí hợp đồng với Everton năm 1946. Ông lập kỉ lục ra sân 155 lần liên tiếp cho câu lạc bộ. Năm 1956 ông chuyển sang Rochdale năm 1956.
Sau khi giải nghệ, ông điều hành một cửa hàng đồ điện và điều hành các câu lạc bộ bóng đá trẻ trong vài năm.